# Francesco de' Pazzi
Francesco de Pazzi (República de Florencia, 28 de enero de 1444 - Ibídem, 26 de abril de 1478) fue un noble y banquero florentino, uno de los principales culpables de la conspiración de los Pazzi.

## Biografía
Francesco de Pazzi nació el 28 de enero de 1444 en Florencia, siendo miembro de una de las familias banqueras más poderosas de la ciudad, y presenciando durante sus primeros años la llegada al poder de una casta opuesta, la familia Médici.
Nació noble en una ciudad fascinada por los Médici, recién enriquecidos. A Francesco le enseñaron a odiar a la clase media y su rápido ascenso social. Observó con desaliento cómo el banco de los Médici eclipsaba el suyo, y siglos de influencia en el Gobierno de Florencia se escapaban entre sus dedos.
Fue el creador de la conspiración de los Pazzi, fue tesorero del Pontífice y favorito del papa Sixto IV. Parece que Sixto IV le ofreció una solución. En vez de competir en algo tan sórdido como la banca, Francesco solo tenía que hacer una cosa, lo justo para poner la clase media en su sitio: Matar a Lorenzo de Médici. El papa aprobó la conspiración y buscó otros aliados externos.
Alrededor de 1478, el papa planeó una campaña para derrocar a los Médici del poder. A este se le sumaron todos los miembros de la familia Pazzi, y además, Jacobo contrató a cuatro arrendatarios más para que se unieran en el complot: Bernardo Bandini Baroncelli, Stefano da Bagnone, Antonio Maffei y el arzobispo Francesco Salviati.
No lograron asesinar a Lorenzo de Médici durante el golpe, solamente lo hirieron. Sí lograron matar al hermano de Lorenzo, Juliano de Médici.
En la misma familia, Jacobo de Pazzi fue uno de los principales culpables, y los conspiradores hicieron uso de la familia de Guillermo de Pazzi, hermano de Francesco, con los Médici (era el esposo de Blanca de Médici) para conseguir secretos de sus enemigos.
Entre las causas identificadas fue también una cuestión de herencia de otro hermano de Francisco, Giovanni de Pazzi, en la que el Magnífico había dado un arbitraje desfavorable para los Pazzi. Giovanni intentó detener a Francesco, pero se ocuparon de él, y lo colgaron en Volterra.
En el momento de la verdad, Bernardo fue a buscar a casa a Juliano de Médici (al que abrazó para ver si llevaba un arma, pero no llevaba) y durante la Misa en Santa María del Fiore lo mataron a puñaladas. Francesco estaba tan furioso que durante el asesinato clavó su arma en su propia pierna. Sin embargo, Juliano murió (fue una puñalada mortal en la cabeza que le atravesó el cráneo) pero Lorenzo se salvó.

### Muerte
Tras el golpe fallido se formó una revuelta, aunque no alentada por el convaleciente Lorenzo, revuelta que estalló en contra de los Pazzi. Francesco se atrincheró en el Palacio de la Señoría y allí murió ahorcado, tras ser arrastrado, desnudado y apaleado, la noche del 26 de abril de 1478.
La mayoría de conspiradores huyeron a la Toscana, pero durante la década de 1480 todos fueron asesinados, y sus cuerpos fueron colgados de las ventanas del Palacio de la Señoría.

## Ascendencia
|  |                       |  |  |  |  |  |  |  |  |  |  |  |  |  |  |  |
|  | 16. Guidotto de Pazzi |  |  |  |  |  |  |  |  |  |  |  |  |  |  |  |
|  |                       |  |  |  |  |  |  |  |  |  |  |  |  |  |  |  |
|  |                       |  |  |  |  |  |  |  |  |  |  |  |  |  |  |  |
|  | 8. Guglielmo de Pazzi |  |  |  |  |  |  |  |  |  |  |  |  |  |  |  |
|  |                       |  |  |  |  |  |  |  |  |  |  |  |  |  |  |  |
|  |                       |  |  |  |  |  |  |  |  |  |  |  |  |  |  |  |
|  | 4. Andrea de Pazzi    |  |  |  |  |  |  |  |  |  |  |  |  |  |  |  |
|  |                       |  |  |  |  |  |  |  |  |  |  |  |  |  |  |  |
|  |                       |  |  |  |  |  |  |  |  |  |  |  |  |  |  |  |
|  | 2. Antonio de Pazzi   |  |  |  |  |  |  |  |  |  |  |  |  |  |  |  |
|  |                       |  |  |  |  |  |  |  |  |  |  |  |  |  |  |  |
|  |                       |  |  |  |  |  |  |  |  |  |  |  |  |  |  |  |
|  | 1. Francesco de Pazzi |  |  |  |  |  |  |  |  |  |  |  |  |  |  |  |
|  |                       |  |  |  |  |  |  |  |  |  |  |  |  |  |  |  |
|  |                       |  |  |  |  |  |  |  |  |  |  |  |  |  |  |  |